# Mistrzostwa Świata w Łyżwiarstwie Szybkim w Wieloboju 1906
14. mistrzostwa świata w łyżwiarstwie szybkim w wieloboju odbyły się w dniach 24–25 lutego 1906 roku w należących do Imperium Rosyjskiego Helsinkach. Zawodnicy startowali na naturalnym lodowisku na zatoce Pohjoissatama już po raz drugi (wcześniej w 1902). W zawodach wzięli udział tylko mężczyźni. Zawodnicy startowali na czterech dystansach: 500 m, 1500 m, 5000 m, 10000 m. Mistrzem zostawał zawodnik, który wygrywał trzy z czterech dystansów. Ponieważ ta sztuka nie udała się żadnemu łyżwiarzowi, więc zwycięzcy nie wyłoniono. Srebrnych i brązowych medali nie przyznawano. Miejsca zawodników są nieoficjalne.

## Uczestnicy
W zawodach wzięło udział 17 łyżwiarzy z 2 krajów. Sklasyfikowanych zostało 10.
| Państwa biorące udział w mistrzostwach | Państwa biorące udział w mistrzostwach |
| -------------------------------------- | -------------------------------------- |
| Imperium Rosyjskie                     | Norwegia                               |

## Wyniki
- DNF – nie ukończył, DNS – nie wystartował

| Pozycja | Zawodnik          | Kraj               | 500 m      | 5000 m        | 1500 m       | 10000 m       |
| ------- | ----------------- | ------------------ | ---------- | ------------- | ------------ | ------------- |
| (1.)    | Nikołaj Siedow    | Imperium Rosyjskie | 53.0 (4.)  | 9:45.2 (1.)   | 2:46.6 (3.)  | 19:03.6 (1.)  |
| (2.)    | Gunnar Strömstén  | Imperium Rosyjskie | 54.2 (6.)  | 9:59.0 (2.)   | 2:42.6 (2.)  | 20:01.8 (2.)  |
| (3.)    | Rudolf Gundersen  | Norwegia           | 51.6 (2.)  | 10:30.6 (11.) | 2:41.6 (1.)  | 21:02.6 (10.) |
| (4.)    | Franz Wathén      | Imperium Rosyjskie | 52.6 (3.)  | 10:25.2 (8.)  | 2:52.4 (10.) | 20:19.8 (5.)  |
| (5.)    | Erkki Vanhala     | Imperium Rosyjskie | 56.2 (13.) | 10:04.2 (3.)  | 2:50.8 (8.)  | 20:14.8 (3.)  |
| (6.)    | Arthur Berttula   | Imperium Rosyjskie | 54.4 (8.)  | 10:21.6 (6.)  | 2:50.2 (6.)  | 20:34.2 (6.)  |
| (7.)    | Antti Wiklund     | Imperium Rosyjskie | 56.2 (13.) | 10:08.8 (4.)  | 2:50.6 (7.)  | 20:35.0 (7.)  |
| (8.)    | Toivo Kestilä     | Imperium Rosyjskie | 54.2 (6.)  | 10:45.4 (15.) | 2:48.6 (5.)  | 20:53.0 (9.)  |
| (9.)    | Konrad Liljeberg  | Imperium Rosyjskie | 58.8 (16.) | 10:14.6 (5.)  | 2:50.8 (8.)  | 20:18.6 (4.)  |
| (10.)   | Lauri Koskinen    | Imperium Rosyjskie | 57.0 (15.) | 10:32.8 (12.) | 3:00.4 (13.) | 20:37.6 (8.)  |
| DNF     | Wäinö Wickström   | Imperium Rosyjskie | 55.6 (12.) | 10:27.8 (9.)  | 2:56.8 (12.) | DNF           |
| DNF     | Georg Törnrooth   | Imperium Rosyjskie | 54.6 (9.)  | DNF           | 2:53.6 (11.) | DNF           |
| DNS     | Johan Vikander    | Imperium Rosyjskie | 50.8 (1.)  | 10:29.8 (10.) | 2:47.6 (4.)  | 59:59.9 !     |
| DNS     | Gustav Ylander    | Imperium Rosyjskie | 53.6 (5.)  | 10:24.4 (7.)  | DNF          | 59:59.9 !     |
| DNS     | Jussi Wiinikainen | Imperium Rosyjskie | 55.0 (10.) | 10:38.0 (14.) | 3:03.8 (14.) | 59:59.9 !     |
| DNF     | Laarne Lindberg   | Imperium Rosyjskie | DNF        | 10:35.0 (13.) | DNF          | 59:59.9 !     |
| DNS     | Oluf Steen        | Norwegia           | 55.4 (11.) | 9:59.9 !      | 9:59.9 !     | 59:59.9 !     |